# Львівська швейна фабрика
Львівська Швейна Фабрика — швейна фабрика повного циклу виробництва. Основною діяльністю є виробництво одягу та торгівля одягом.

## Підприємство
Нині ЛШФ на 70 % оснащене новітнім високопродуктивним технологічним обладнанням, у тому числі лінією швейних машин німецької фірми "Durkopp", технікою інших відомих світових виробників.